# Bobby Brown (basket-ball)
Pour les articles homonymes, voir Bobby Brown et Brown.
Robert Douglas « Bobby » Brown, né le 24 septembre 1984, à Los Angeles, en Californie, est un joueur américain de basket-ball. Il mesure 1,82 m et évolue au poste de meneur.

## Biographie
Brown est nommé meilleur joueur des 4e et 5e journées de saison régulière, ainsi que meilleur joueur de la 2e journée du Top 16 de l'Euroligue 2012-2013 avec une évaluation de 50 (41 points à 8 sur 12 au tir, meilleure évaluation depuis plus de 5 ans, plus grand nombre de points marqués en Euroligue). Ses performances lui valent aussi le titre de meilleur joueur du mois de janvier. Avec ses 18,83 points de moyenne par rencontre, il remporte aussi le trophée Alphonso-Ford qui récompense le meilleur marqueur de l'Euroligue, succédant à Bo McCalebb qu'il a remplacé cette saison à Sienne.
En septembre 2016, Brown signe un contrat avec les Rockets de Houston. Il est licencié en décembre mais signe un nouveau contrat avec les Rockets quelques jours plus tard. En septembre 2017, Brown resigne un contrat avec les Rockets mais est licencié en janvier.
En février 2018, Brown signe un contrat jusqu'à la fin de la saison avec l'Olympiakós, club grec qui participe à l'Euroligue.

## Palmarès
- Champion d'Allemagne 2008
- Champion de Pologne 2011
- Trophée Alphonso-Ford récompensant le meilleur marqueur de l'Euroligue en 2013

## Salaires
| Saison    | Équipe             | Salaire     |
| --------- | ------------------ | ----------- |
| 2017-2018 | Rockets de Houston | 1 471 382 $ |